# IC 3895
IC 3895 је спирална галаксија у сазвјежђу Ловачки пси која се налази на листи објеката дубоког неба у Индекс каталогу.
Деклинација објекта је + 39° 12' 13" а ректасцензија 12h 55m 9,3s. Привидна величина (магнитуда) објекта IC 3895 износи 14,7 а фотографска магнитуда 15,5. IC 3895 је још познат и под ознакама MCG 7-27-6, CGCG 217-3, KCPG 360B, PGC 44010.